# Khedroob Thondup
Tenzin Khedup aussi écrit Tenzin Khedrub, aussi appelé Khedroob Thondup (tibétain : མཁས་གྲུབ་དོན་གྲུབ, Wylie : mkhas grub don grub), né le 24 juin 1952 à Calcutta, en Inde est un homme politique tibétain, fils de Gyalo Thondup et neveu du dalaï-lama.

## Biographie
Tenzin Khedup a étudié au St Joseph's College, Darjeeling (en) , à l'université de Delhi et a obtenu un MBA de l'université de San Francisco, États-Unis. Depuis 1986, il est directeur du Tibetan Refugee Self Help Center à Darjeeling.
Il a été élu député aux 12e, 13e et 14e assemblées tibétaines du Parlement tibétain en exil.

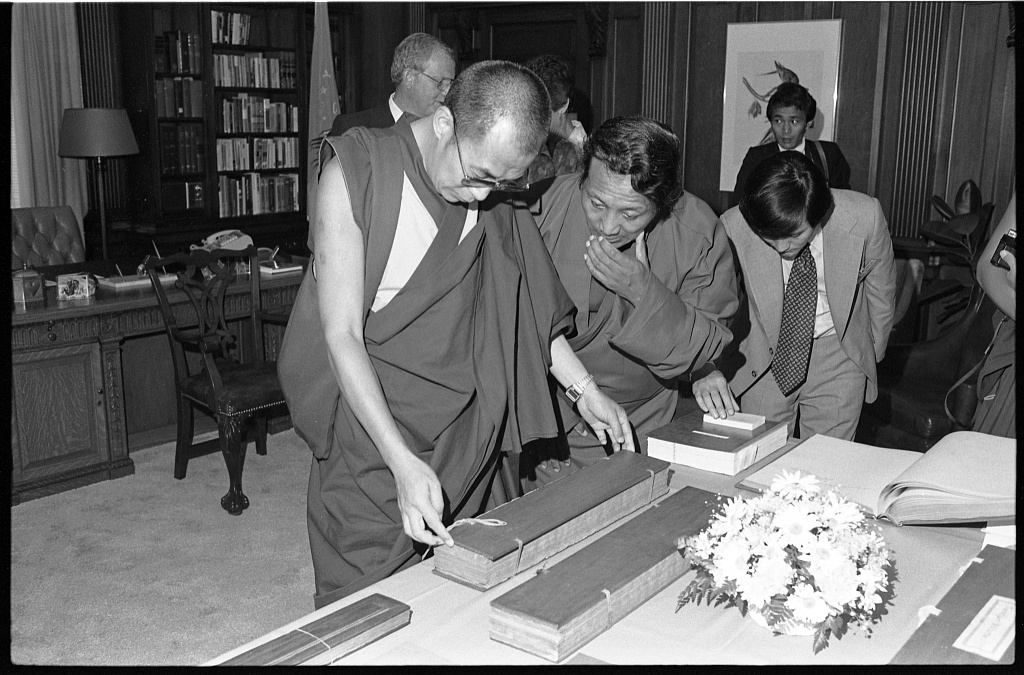
Tenzin Gyatso, le 14e dalaï-lama, avec Lobsang Phuntshok Lhalungpa, examinant un ouvrage tibétain à la bibliothèque du Congrès en 1979.

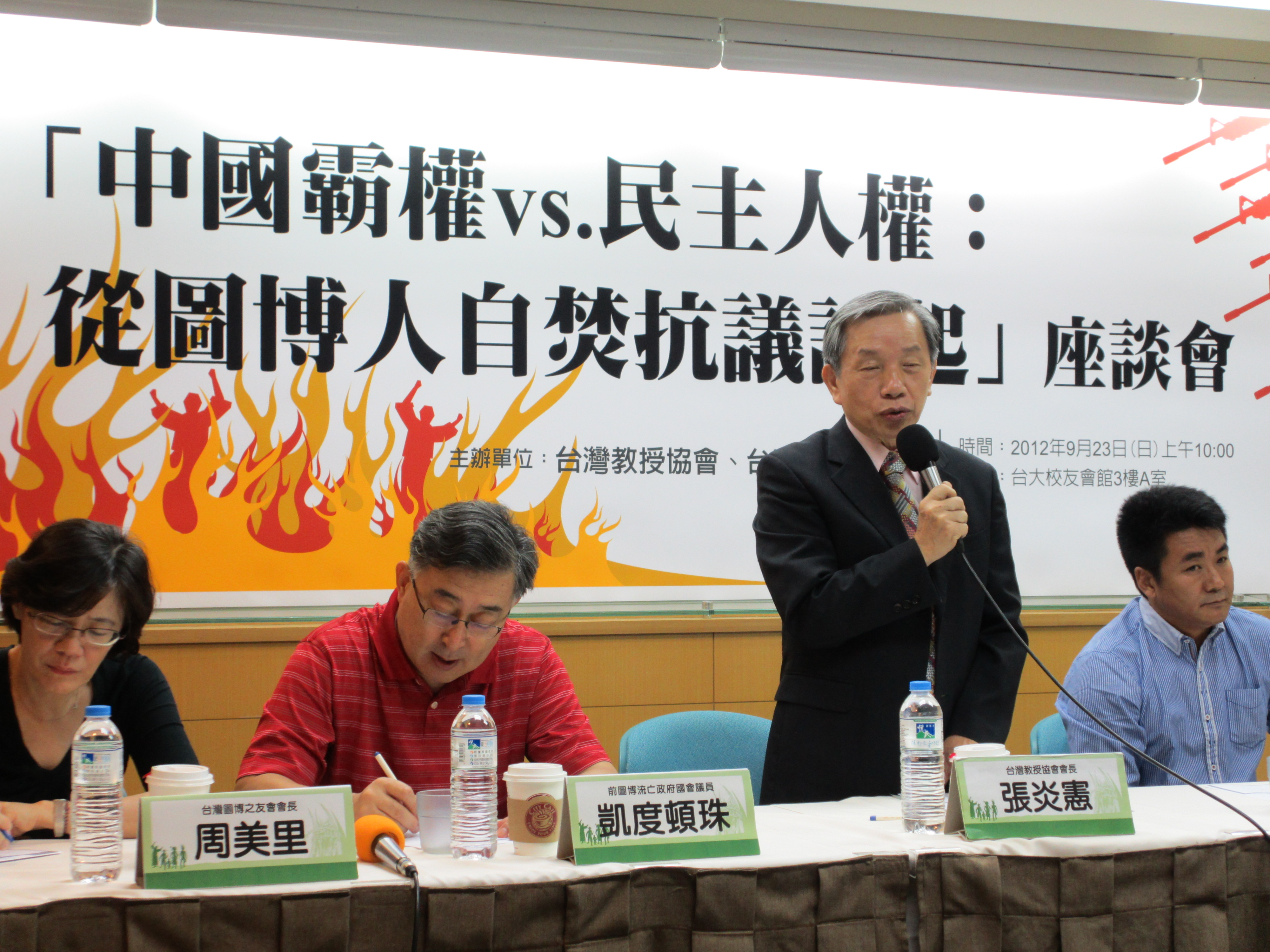
Khedroob Thondup, entouré de son épouse Meili Chow et de l'historien Chang Yen-hsien lors d'un symposium en 2012 à Taïwan en faveur des droits de l'homme et de la liberté religieuse au Tibet dédié à l'auto-immolation de Tibétains.

Khedroob Thondup était un assistant personnel du 14e dalaï-lama et l'a accompagné lors de son premier voyage en 1979 aux États-Unis.
Khedroob Thondup a visité Taiwan pour la première fois en 1985, en tant que délégué du dalaï-lama pour entamer un dialogue avec le Kuomintang. Après trois jours de discussion, un accord où la République de Chine reconnait le droit à l'autodétermination des Tibétains est signé.
Il s'est rendu à Taïwan en 1997 lors de la première visite du dalaï-lama à Taïwan, et s'y est installé.
Il a été envoyé par le dalaï-lama à Pékin pour le dialogue tibéto-chinois de 1980 à 1993, et a interagi avec Xi Zhongxun et Hu Jintao. Il a visité la Chine plus d'une dizaine de fois avec son père Gyalo Thondup. Il a rencontré le 10e panchen-lama, et déclare : « nos nombreuses conversations ont souligné à plusieurs reprises qu'il était avant tout un Tibétain avec ses responsabilités envers le peuple tibétain et son soutien engagé envers le dalaï-lama dans ses efforts pour une résolution pacifique avec Pékin de la question du Tibet ».
En mai 2008, un dirigeant de République populaire de Chine l'a contacté à Taipei pour lui demander si le dalaï-lama accepterai d'assister aux Jeux olympiques d'été de 2008 pour apaiser les tensions au Tibet.
En août 2022, il voulait rencontrer Nancy Pelosi lors de sa visite à Taïwan, mais le rendez-vous ne s'est pas concrétisé.
Il est l'auteur de deux livres : Dalai Lama My Son et Tibet in Turmoil. Il vit actuellement à Taipei.